# Campeonato Mundial de Patinação Artística no Gelo de 2014
O Campeonato Mundial de Patinação Artística no Gelo de 2014 foi a centésima quarta edição do Campeonato Mundial de Patinação Artística no Gelo, um evento anual de patinação artística no gelo organizado pela União Internacional de Patinação (em inglês:  International Skating Union) onde os patinadores artísticos competem pelo título de campeão mundial. A competição foi disputada entre os dias 24 de março e 30 de março, na cidade de Saitama, Japão.

## Eventos
- Individual masculino
- Individual feminino
- Duplas
- Dança no gelo

## Medalhistas
| Evento                        | Ouro                                         | Prata                                   | Bronze                                      |
| Individual masculino detalhes | Yuzuru Hanyu · Japão                         | Tatsuki Machida · Japão                 | Javier Fernández · Espanha                  |
| Individual feminino detalhes  | Mao Asada · Japão                            | Yulia Lipnitskaya · Rússia              | Carolina Kostner · Itália                   |
| Duplas detalhes               | Aliona Savchenko · Robin Szolkowy · Alemanha | Ksenia Stolbova · Fedor Klimov · Rússia | Meagan Duhamel · Eric Radford · Canadá      |
| Dança no gelo detalhes        | Anna Cappellini · Luca Lanotte · Itália      | Kaitlyn Weaver · Andrew Poje · Canadá   | Nathalie Péchalat · Fabian Bourzat · França |

## Resultados

### Individual masculino
| Pos.                                                  | Nome               | Nacionalidade    | Pontos | PC         | PL          |
| ----------------------------------------------------- | ------------------ | ---------------- | ------ | ---------- | ----------- |
| Medalha de ouro                                       | Yuzuru Hanyu       | Japão            | 282.59 | 91.24 (3)  | 191.35 (1)  |
| Medalha de prata                                      | Tatsuki Machida    | Japão            | 282.26 | 98.21 (1)  | 184.05 (2)  |
| Medalha de bronze                                     | Javier Fernández   | Espanha          | 275.93 | 96.42 (2)  | 179.51 (3)  |
| 4                                                     | Maxim Kovtun       | Rússia           | 247.37 | 84.66 (7)  | 162.71 (5)  |
| 5                                                     | Jeremy Abbott      | Estados Unidos   | 246.35 | 79.67 (8)  | 166.68 (4)  |
| 6                                                     | Takahiko Kozuka    | Japão            | 238.02 | 85.54 (6)  | 152.48 (6)  |
| 7                                                     | Yan Han            | China            | 231.91 | 86.70 (5)  | 145.21 (11) |
| 8                                                     | Max Aaron          | Estados Unidos   | 225.66 | 78.32 (9)  | 147.34 (8)  |
| 9                                                     | Chafik Besseghier  | França           | 224.19 | 76.80 (10) | 147.39 (7)  |
| 10                                                    | Tomáš Verner       | República Tcheca | 223.14 | 89.08 (4)  | 134.06 (15) |
| 11                                                    | Kevin Reynolds     | Canadá           | 215.51 | 68.52 (15) | 146.99 (10) |
| 12                                                    | Nam Nguyen         | Canadá           | 214.06 | 66.75 (16) | 147.31 (9)  |
| 13                                                    | Ivan Righini       | Itália           | 213.09 | 69.43 (14) | 143.66 (12) |
| 14                                                    | Peter Liebers      | Alemanha         | 211.92 | 74.02 (11) | 137.90 (14) |
| 15                                                    | Alexei Bychenko    | Israel           | 211.24 | 69.73 (12) | 141.51 (13) |
| 16                                                    | Kim Jin-seo        | Coreia do Sul    | 202.80 | 69.56 (13) | 133.24 (16) |
| 17                                                    | Jorik Hendrickx    | Bélgica          | 196.78 | 65.56 (17) | 131.22 (18) |
| 18                                                    | Elladj Baldé       | Canadá           | 195.39 | 62.84 (22) | 132.55 (17) |
| 19                                                    | Christopher Caluza | Filipinas        | 193.23 | 64.69 (18) | 128.54 (19) |
| 20                                                    | Abzal Rakimgaliev  | Cazaquistão      | 183.55 | 61.77 (24) | 121.78 (20) |
| 21                                                    | Zoltán Kelemen     | Romênia          | 176.81 | 63.23 (20) | 113.58 (21) |
| 22                                                    | Maciej Cieplucha   | Polônia          | 175.97 | 63.07 (21) | 112.90 (22) |
| 23                                                    | Stéphane Walker    | Suíça            | 163.91 | 64.40 (19) | 99.51 (23)  |
| 24                                                    | Michal Březina     | República Tcheca | 62.25  | 62.25 (3)  | — (WD )     |
| Não avançaram para a patinação livre / programa longo |                    |                  |        |            |             |
| 25                                                    | Yakov Godorozha    | Ucrânia          | —      | 61.53 (25) |             |
| 26                                                    | Viktor Romanenkov  | Estônia          | —      | 61.14 (26) |             |
| 27                                                    | Misha Ge           | Uzbequistão      | —      | 60.34 (27) |             |
| 28                                                    | Ronald Lam         | Hong Kong        | —      | 60.07 (28) |             |
| 29                                                    | Kim Lucine         | Mônaco           | —      | 58.19 (29) |             |
| 30                                                    | Viktor Pfeifer     | Áustria          | —      | 57.17 (30) |             |
| 31                                                    | Justus Strid       | Dinamarca        | —      | 55.62 (31) |             |
| 32                                                    | Alexander Majorov  | Suécia           | —      | 55.61 (32) |             |

### Individual feminino
| Pos.                                                  | Nome               | Nacionalidade    | Pontos | PC         | PL          |
| ----------------------------------------------------- | ------------------ | ---------------- | ------ | ---------- | ----------- |
| Medalha de ouro                                       | Mao Asada          | Japão            | 216.69 | 78.66 (1)  | 138.03 (1)  |
| Medalha de prata                                      | Yulia Lipnitskaya  | Rússia           | 207.50 | 74.54 (3)  | 132.96 (2)  |
| Medalha de bronze                                     | Carolina Kostner   | Itália           | 203.83 | 77.24 (2)  | 126.59 (6)  |
| 4                                                     | Anna Pogorilaya    | Rússia           | 197.50 | 66.26 (6)  | 131.24 (3)  |
| 5                                                     | Gracie Gold        | Estados Unidos   | 194.58 | 70.31 (5)  | 124.27 (7)  |
| 6                                                     | Akiko Suzuki       | Japão            | 193.72 | 71.02 (4)  | 122.70 (8)  |
| 7                                                     | Ashley Wagner      | Estados Unidos   | 193.16 | 63.64 (7)  | 129.52 (4)  |
| 8                                                     | Polina Edmunds     | Estados Unidos   | 187.50 | 60.59 (12) | 126.91 (5)  |
| 9                                                     | Park So-youn       | Coreia do Sul    | 176.61 | 57.22 (13) | 119.39 (9)  |
| 10                                                    | Kanako Murakami    | Japão            | 172.44 | 60.86 (10) | 111.58 (10) |
| 11                                                    | Kaetlyn Osmond     | Canadá           | 170.64 | 62.92 (8)  | 107.72 (13) |
| 12                                                    | Nathalie Weinzierl | Alemanha         | 167.72 | 60.82 (11) | 106.90 (15) |
| 13                                                    | Gabrielle Daleman  | Canadá           | 164.78 | 55.72 (14) | 109.06 (11) |
| 14                                                    | Joshi Helgesson    | Suécia           | 162.91 | 54.96 (15) | 107.95 (12) |
| 15                                                    | Maé-Bérénice Méité | França           | 158.72 | 61.62 (9)  | 97.10 (16)  |
| 16                                                    | Valentina Marchei  | Itália           | 157.64 | 50.27 (22) | 107.37 (14) |
| 17                                                    | Li Zijun           | China            | 150.34 | 54.37 (16) | 95.97 (17)  |
| 18                                                    | Eliška Březinová   | República Tcheca | 145.15 | 49.34 (24) | 95.81 (18)  |
| 19                                                    | Brooklee Han       | Austrália        | 144.28 | 53.20 (18) | 91.08 (19)  |
| 20                                                    | Anna Ovcharova     | Suíça            | 143.22 | 54.19 (17) | 89.03 (20)  |
| 21                                                    | Natalia Popova     | Ucrânia          | 135.05 | 50.32 (21) | 84.73 (21)  |
| 22                                                    | Anne Line Gjersem  | Noruega          | 130.03 | 49.48 (23) | 80.55 (22)  |
| 23                                                    | Kim Haejin         | Coreia do Sul    | 129.82 | 51.83 (19) | 77.99 (23)  |
| 24                                                    | Jenna McCorkell    | Reino Unido      | 50.56  | 50.56 (35) | — (WD)      |
| Não avançaram para a patinação livre / programa longo |                    |                  |        |            |             |
| 25                                                    | Nicole Rajičová    | Eslováquia       | —      | 49.24 (25) |             |
| 26                                                    | Jelena Glebova     | Estônia          | —      | 48.09 (26) |             |
| 27                                                    | Inga Janulevičiūtė | Lituânia         | —      | 47.20 (27) |             |
| 28                                                    | Kaat Van Daele     | Bélgica          | —      | 46.05 (28) |             |
| 29                                                    | Juulia Turkkila    | Finlândia        | —      | 45.57 (29) |             |
| 30                                                    | Anita Madsen       | Dinamarca        | —      | 44.15 (30) |             |
| 31                                                    | Kerstin Frank      | Áustria          | —      | 44.11 (31) |             |
| 32                                                    | Sonia Lafuente     | Espanha          | —      | 43.94 (32) |             |
| 33                                                    | Netta Schreiber    | Israel           | —      | 43.39 (33) |             |

### Duplas
| Pos.                                                  | Nome                                    | Nacionalidade  | Pontos | PC         | PL          |
| ----------------------------------------------------- | --------------------------------------- | -------------- | ------ | ---------- | ----------- |
| Medalha de ouro                                       | Aliona Savchenko / Robin Szolkowy       | Alemanha       | 224.88 | 79.02 (1)  | 145.86 (1)  |
| Medalha de prata                                      | Ksenia Stolbova / Fedor Klimov          | Rússia         | 215.92 | 76.15 (3)  | 139.77 (2)  |
| Medalha de bronze                                     | Meagan Duhamel / Eric Radford           | Canadá         | 210.84 | 77.01 (2)  | 133.83 (4)  |
| 4                                                     | Kirsten Moore-Towers / Dylan Moscovitch | Canadá         | 205.52 | 69.31 (6)  | 136.21 (3)  |
| 5                                                     | Peng Cheng / Zhang Hao                  | China          | 194.83 | 71.68 (5)  | 123.15 (5)  |
| 6                                                     | Sui Wenjing / Han Cong                  | China          | 192.10 | 72.24 (4)  | 119.86 (9)  |
| 7                                                     | Vera Bazarova / Yuri Larionov           | Rússia         | 189.44 | 67.41 (7)  | 122.03 (6)  |
| 8                                                     | Julia Antipova / Nodari Maisuradze      | Rússia         | 186.22 | 66.78 (8)  | 119.44 (10) |
| 9                                                     | Stefania Berton / Ondřej Hotárek        | Itália         | 184.28 | 62.73 (10) | 121.55 (7)  |
| 10                                                    | Vanessa James / Morgan Ciprès           | França         | 183.90 | 64.01 (9)  | 119.89 (8)  |
| 11                                                    | Marissa Castelli / Simon Shnapir        | Estados Unidos | 170.90 | 60.60 (11) | 110.30 (11) |
| 12                                                    | Paige Lawrence / Rudi Swiegers          | Canadá         | 168.88 | 59.84 (12) | 109.04 (12) |
| 13                                                    | Maylin Wende / Daniel Wende             | Alemanha       | 159.42 | 58.19 (13) | 101.23 (13) |
| 14                                                    | Felicia Zhang / Nathan Bartholomay      | Estados Unidos | 151.78 | 57.59 (14) | 94.19 (14)  |
| 15                                                    | Daria Popova / Bruno Massot             | França         | 142.00 | 52.50 (15) | 89.50 (15)  |
| 16                                                    | Nicole Della Monica / Matteo Guarise    | Itália         | 139.30 | 51.38 (16) | 87.92 (16)  |
| Não avançaram para a patinação livre / programa longo |                                         |                |        |            |             |
| 17                                                    | Narumi Takahashi / Ryuichi Kihara       | Japão          | —      | 49.54 (17) |             |
| 18                                                    | Amani Fancy / Christopher Boyadji       | Reino Unido    | —      | 46.96 (18) |             |
| 19                                                    | Natalja Zabijako / Alexandr Zaboev      | Estônia        | —      | 46.11 (19) |             |
| 20                                                    | Maria Paliakova / Nikita Bochkov        | Bielorrússia   | —      | 45.29 (20) |             |
| 21                                                    | Julia Lavrentieva / Yuri Rudyk          | Ucrânia        | —      | 44.20 (21) |             |
| 22                                                    | Miriam Ziegler / Severin Kiefer         | Áustria        | —      | 44.06 (22) |             |
| 23                                                    | Elizaveta Makarova / Leri Kenchadze     | Bulgária       | —      | 42.86 (23) |             |

### Dança no gelo
| Pos.                                     | Nome                                         | Nacionalidade    | Pontos | DC         | DL         |
| ---------------------------------------- | -------------------------------------------- | ---------------- | ------ | ---------- | ---------- |
| Medalha de ouro                          | Anna Cappellini / Luca Lanotte               | Itália           | 175.43 | 69.70 (1)  | 105.73 (4) |
| Medalha de prata                         | Kaitlyn Weaver / Andrew Poje                 | Canadá           | 175.41 | 69.20 (2)  | 106.21 (3) |
| Medalha de bronze                        | Nathalie Péchalat / Fabian Bourzat           | França           | 175.37 | 68.20 (3)  | 107.17 (2) |
| 4                                        | Elena Ilinykh / Nikita Katsalapov            | Rússia           | 174.38 | 65.67 (5)  | 108.71 (1) |
| 5                                        | Madison Chock / Evan Bates                   | Estados Unidos   | 167.59 | 67.71 (4)  | 99.88 (5)  |
| 6                                        | Maia Shibutani / Alex Shibutani              | Estados Unidos   | 158.57 | 63.55 (6)  | 95.02 (6)  |
| 7                                        | Victoria Sinitsina / Ruslan Zhiganshin       | Rússia           | 155.35 | 62.11 (8)  | 93.24 (8)  |
| 8                                        | Piper Gilles / Paul Poirier                  | Canadá           | 153.86 | 59.42 (10) | 94.44 (7)  |
| 9                                        | Penny Coomes / Nicholas Buckland             | Reino Unido      | 153.66 | 61.21 (9)  | 92.45 (9)  |
| 10                                       | Alexandra Paul / Mitchell Islam              | Canadá           | 148.76 | 57.68 (11) | 91.08 (10) |
| 11                                       | Nelli Zhiganshina / Alexander Gazsi          | Alemanha         | 148.37 | 62.27 (7)  | 86.10 (14) |
| 12                                       | Julia Zlobina / Alexei Sitnikov              | Azerbaijão       | 145.24 | 57.01 (12) | 88.23 (11) |
| 13                                       | Gabriella Papadakis / Guillaume Cizeron      | França           | 141.49 | 55.11 (15) | 86.38 (13) |
| 14                                       | Charlène Guignard / Marco Fabbri             | Itália           | 140.77 | 53.98 (17) | 86.79 (12) |
| 15                                       | Isabella Tobias / Deividas Stagniūnas        | Lituânia         | 140.72 | 55.37 (13) | 85.35 (15) |
| 16                                       | Sara Hurtado / Adrià Díaz                    | Espanha          | 137.47 | 55.06 (16) | 82.41 (17) |
| 17                                       | Alexandra Aldridge / Daniel Eaton            | Estados Unidos   | 137.37 | 53.34 (18) | 84.03 (16) |
| 18                                       | Cathy Reed / Chris Reed                      | Japão            | 136.13 | 55.18 (14) | 80.95 (18) |
| 19                                       | Irina Shtork / Taavi Rand                    | Estônia          | 130.38 | 53.03 (20) | 77.35 (19) |
| 20                                       | Alisa Agafonova / Alper Uçar                 | Turquia          | 124.02 | 53.07 (19) | 70.95 (20) |
| Não avançaram para a dança livre / longa |                                              |                  |        |            |            |
| 21                                       | Tanja Kolbe / Stefano Caruso                 | Alemanha         | —      | 52.08 (21) |            |
| 22                                       | Justyna Plutowska / Peter Gerber             | Polônia          | —      | 51.99 (22) |            |
| 23                                       | Federica Testa / Lukáš Csölley               | Eslováquia       | —      | 51.56 (23) |            |
| 24                                       | Danielle O'Brien / Gregory Merriman          | Austrália        | —      | 51.06 (24) |            |
| 25                                       | Ramona Elsener / Florian Roost               | Suíça            | —      | 50.64 (25) |            |
| 26                                       | Henna Lindholm / Ossi Kanervo                | Finlândia        | —      | 50.61 (26) |            |
| 27                                       | Gabriela Kubová / Matěj Novák                | República Tcheca | —      | 50.43 (27) |            |
| 28                                       | Dóra Turóczi / Balázs Major                  | Hungria          | —      | 48.49 (28) |            |
| 29                                       | Laurence Fournier Beaudry / Nikolaj Sørensen | Dinamarca        | —      | 48.46 (29) |            |
| 30                                       | Allison Reed / Vasili Rogov                  | Israel           | —      | 46.05 (30) |            |
| 31                                       | Angelina Telegina / Otar Japaridze           | Geórgia          | —      | 42.85 (31) |            |
| 32                                       | Viktoria Kavaliova / Yuri Bieliaiev          | Bielorrússia     | —      | 41.08 (32) |            |
| WD                                       | Ekaterina Bobrova / Dmitry Soloviev          | Rússia           | —      | — (WD)     |            |

## Quadro de medalhas
| Ordem | País     | Medalha de ouro | Medalha de prata | Medalha de bronze |    | Ordem por total |
| ----- | -------- | --------------- | ---------------- | ----------------- | -- | --------------- |
| 1     | Japão    | 2               | 1                |                   | 3  | 1               |
| 2     | Itália   | 1               |                  | 1                 | 2  | 2               |
| 3     | Alemanha | 1               |                  |                   | 1  | 4               |
| 4     | Rússia   |                 | 2                |                   | 2  | 2               |
| 5     | Canadá   |                 | 1                |                   | 1  | 4               |
| 6     | Espanha  |                 |                  | 1                 | 1  | 4               |
| 6     | França   |                 |                  | 1                 | 1  | 4               |
| TOTAL | TOTAL    | 4               | 4                | 4                 | 12 | —               |